# Стево Шкорић
Стево Шкорић (Госпић, 10. новембар 1939 — Београд, 22. мај 1986) је био југословенски и српски сценограф и филмски архитекта.
Радио је на многобројним филмовима и ТВ драмама као сценограф или архитекта попут: Пуковниковица, Лептирица, Штићеник, Оковани шофери, Хало такси, Последња трка, Осека, Карађорђева смрт итд.

## Сценографија
| Год.    | Назив                                | Улога                 |
| ------- | ------------------------------------ | --------------------- |
| 1960-те |                                      |                       |
| 1969.   | Осека                                | арт дизајнер          |
| 1970-те |                                      |                       |
| 1972.   | Пуковниковица                        | сценограф             |
| 1973.   | Штићеник                             | сценограф             |
| 1973.   | Лептирица                            | сценограф             |
| 1975.   | Оковани шофери                       | архитекта и сценограф |
| 1976.   | Чувар плаже у зимском периоду        | архитекта             |
| 1979.   | Последња трка                        | арт дизајнер          |
| 1980-те |                                      |                       |
| 1981.   | Човек који је појео вука             | арт директор          |
| 1981.   | Бановић Страхиња                     | арт директор          |
| 1982.   | Смрт господина Голуже                | арт дизајнер          |
| 1982.   | Вариола вера                         | арт дизајнер          |
| 1983.   | Хало такси                           | арт дизајнер          |
| 1983.   | Карађорђева смрт                     | сценограф             |
| 1984.   | Мољац                                | сценограф             |
| 1984.   | Лазар                                | сценограф             |
| 1984.   | Шта се згоди кад се љубав роди       | сценограф             |
| 1985.   | Држање за ваздух                     | сценограф             |
| 1985.   | Ћао, инспекторе                      | сценограф             |
| 1986.   | Посљедњи скретничар узаног колосјека | арт директор          |
| 1987.   | Вук Караџић                          | арт дизајнер          |